# George Jones (Offizier)

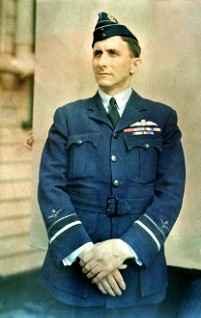
Air Vice Marshal George Jones, 1941

Sir George Jones (geboren am 18. Oktober 1896 in Rushworth, Victoria; gestorben am 24. August 1992 in Melbourne, Victoria) war ein australischer Jagdflieger im Ersten Weltkrieg, von 1942 bis 1952 Kommandeur der australischen Luftwaffe und zeichnete maßgeblich für deren Reorganisation nach dem Zweiten Weltkrieg verantwortlich. Seine Dienstzeit als Luftwaffenchef ist in Australien bekannt für seine unerwartete Ernennung, für den Konflikt mit seinem Rivalen William Bostock, mit dem er zuvor lange eng befreundet war, und für ihre Dauer von zehn Jahren, was den Rekord in Australien darstellt. Nach seiner Dienstzeit hatte Jones bis 1970 führende Posten in der Luftfahrtindustrie inne und verfolgte ohne Erfolg eine politische Karriere.

## Jugend und Erster Weltkrieg
Jones wurde 1896 in der Nähe des ländlichen Rushworth in Victoria als jüngstes von acht Kindern geboren. Sein Vater Henry Jones, ein Minenarbeiter, war drei Monate vorher gestorben, seine Mutter erzog ihn im methodistischen Glauben. Er verließ die lokale Schule 1910 als 14-Jähriger und begann eine Schreinerlehre, zog dann aber nach Melbourne, um als Mechaniker zu arbeiten. Ab 1912 begann er neben der Arbeit seinen Teilzeit-Militärdienst und wurde der berittenen Infanterie (29th Light Horse Regiment) zugeteilt.

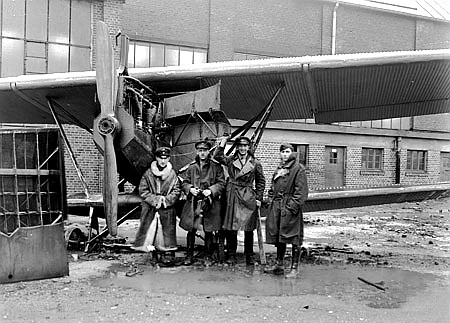
Captain George Jones (r.) in Bickendorf im Dezember 1918

Im Mai 1915 meldete sich Jones als begeisterter Freiwilliger zur Australian Imperial Force und kämpfte in der Gallipoli-Kampagne. Die dortigen Erlebnisse traumatisierten ihn noch auf Jahre hinaus. Nach dem Ende des Einsatzes auf Gallipoli wurde er erst dem Kamel-Korps zugeteilt, dann 1916 dem Australian Flying Corps. Dafür musste er eine Degradierung seines Ranges in Kauf nehmen, die er aber schnell wieder ausglich. Zunächst war er als Flugzeugmechaniker tätig, durfte dann aber nach England reisen, um Flugtraining zu erhalten. Er erhielt seinen Flugschein am 22. November 1917 und nahm im Januar 1918 seinen Dienst auf. Er wurde im März 1918 bei einem Einsatz schwer verwundet und war drei Monate dienstunfähig. Mit sieben Luftsiegen und im Rang eines Captains beendete er seinen Dienst, blieb aber noch bis zum Juni 1919 als Teil der britischen Besatzungstruppen in Deutschland.

## Aufstieg in der RAAF

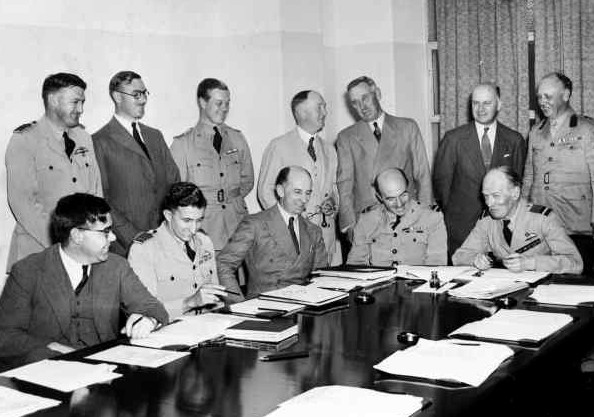
Captain George Jones (sitzend, 2. v. links) bei einer Komiteesitzung 1941

Jones kehrte 1919 nach Melbourne zurück, wo er am 15. November Muriel Cronan heiratete, eine Beamtin und Klavierspielerin, mit der er auch während des Krieges Kontakt gehalten hatte. Ihr erster Sohn wurde am 2. Oktober 1920 geboren, der zweite Sohn am 26. Juni 1934. Jones ließ sich überreden, am 22. März 1921 der neu gegründeten RAAF beizutreten, gemeinsam mit William Bostock, mit dem ihm als Kamerad eine lange Freundschaft verbinden sollte. Der ältere Bostock blieb lange Zeit etwas ranghöher als Jones und nahm für ihn eine Vorbild- und Mentorfunktion wahr. Jones wurde für seine Qualitäten als Techniker und in der Verwaltung gelobt, hingegen nur durchschnittlich in Fragen Kommando und Personalführung bewertet. 1926 wurde er Fluglehrer und wurde ein Jahr später Kommandeur einer Fluglehr-Einheit. Von 1928 bis 1930 besuchte er das Royal Air Force Staff College in Großbritannien, wo er seinen Kurs als Klassenbester abschloss. Bei seiner Rückkehr nach Australien im Oktober 1930 wurde er zum Obersten Fluglehrer an der Akademie von Point Cook ernannt. Ein Jahr später wurde er Verantwortlicher für das Flugtraining im Melbourner Hauptquartier der RAAF und wurde dann im April 1936 zum Personalverantwortlichen (Director of Personnel Services) der RAAF ernannt.
Nach Ausbruch des Zweiten Weltkriegs wurde Jones im Dezember 1939 erneut Trainingsbeauftragter der RAAF und war verantwortlich für die Durchführung des Commonwealth Air Training Plan. Er richtete Flugschulen ein, erwarb hunderte von Trainingsflugzeugen und beaufsichtigte das Training von Tausenden von Piloten. In dieser Zeit stieg die Zahl der Fluglehrer rapide von 16 (1939) auf 3600 im Jahr 1945.

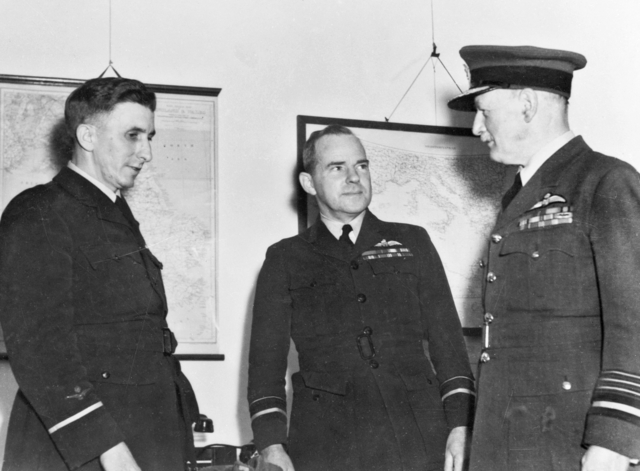
Neuer CAS Jones (links), Konkurrent Bostock (Mitte) und Vorgänger Burnett (rechts) am 12. Mai 1942

## Ernennung zum Kommandeur der RAAF
Am 5. Mai 1942 wurde Jones überraschend zum Chief of the Air Staff (CAS) ernannt, zum Luftwaffenchef Australiens. Zuvor hatte es mehrere politisch und verteidigungsstrategisch motivierte Auseinandersetzungen um den Posten gegeben, zwei Jahre lang hatte mit Jones’ Vorgänger Charles Burnett ein Brite die Luftwaffe geleitet. Unter den Kandidaten für den Luftwaffenchef galt Jones im Nachhinein als äußerster Außenseiter, zumal er rangniedriger als viele andere war. Sein Freund und Mentor, Vize-Luftmarschall Bostock, galt als fähigster Kommandeur und wahrscheinlichster Nachfolger Burnetts. Die Labour-Regierung überging Bostock vermutlich aufgrund der Empfehlung Burnetts, der in Ungnade gefallen war, und favorisierte Arbeitersohn Jones. Andere Kandidaten waren Luftmarschall Richard Williams, langjähriger CAS in den 1930er Jahren, doch ebenfalls politisch verbrannt, und Vize-Luftmarschall Peter Drummond, dessen Einsatz im Nahen Osten noch nicht beendet war. Es gab Mutmaßungen, dass die Ernennung von Jones ein Fehler aufgrund einer Fehlinterpretation des Organisationsdiagramms der Luftwaffe gewesen sei.

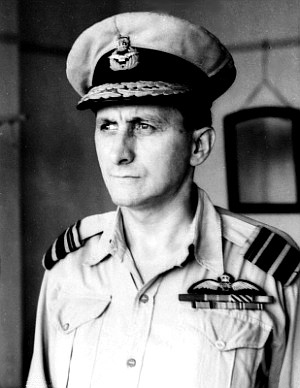
Air Vice Marshal George Jones im August 1945

Jones selbst war extrem überrascht von der Entscheidung, da er mit dem Posten des CAS erst wesentlich später in seiner Karriere gerechnet hatte. Er nahm die Herausforderung an, wurde bald zum Vize-Luftmarschall ernannt und war damit gleichrangig mit Bostock. Die zwei langjährigen Freunde und nun höchstrangigen RAAF-Kommandeure sahen sich zwangsläufig als Konkurrenten an. Jones versuchte im März 1943, gestützt vom Stab der Luftwaffe, Bostock aus seinem Kommando zu entfernen und seine Stelle mit Air Commodore Joe Hewitt zu besetzen. Bostock rief jedoch seine Vorgesetzten im US-Stab zur Hilfe, Generalleutnant George Kenney und Oberbefehlshaber Douglas MacArthur, die über den australischen Premierminister dafür sorgten, dass der Vorschlag fallengelassen wurde. Bostock konnte sich in der Folgezeit über viele Anordnungen von Jones hinwegsetzen – Bostock war de facto Einsatzkommandeur hinsichtlich strategischer Operationen im Pazifikkrieg, während Jones im Melbourner Hauptquartier Herr über Verwaltung, Personalfragen und Material war. Im April 1943 und erneut im Juni 1944 gab es Überlegungen des Verteidigungsministeriums, eine übergeordnete Position zu schaffen, um den Bruch in der Kommandoführung zu beheben. Zunächst konnte niemand für diesen Posten gefunden werden, später empfahl MacArthur selbst, dass das Problem im Stillen gelöst werden müsse. Kenney, mehrfach auf Seite Bostocks in die Streitigkeiten verwickelt, bemerkte dazu, dass „Jones und Bostock sich gegenseitig stärker bekämpfen als die Japsen“.

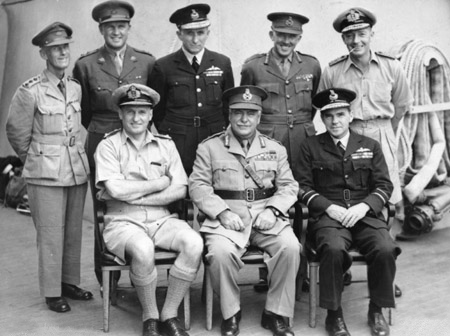
Australische Delegation an Bord der Missouri 1945, Jones Mitte hinten, Bostock vorne rechts

## Nachkriegszeit
Sowohl Jones wie auch Bostock waren bei der Entgegennahme der Kapitulation Japans am 2. September 1945 an Bord der Missouri anwesend. Bostock und mehrere andere Stabsoffiziere wurden 1946 in den Ruhestand versetzt, Bostock aufgrund seiner „Unfähigkeit, mit anderen hochstehenden RAAF-Offizieren harmonisch zusammenzuarbeiten“. CAS Jones erwies sich als äußerst erfolgreich bei der Demobilisierung der RAAF. Die 1945 noch 175.000 Mann umfassende australische Luftwaffe (weltweit viertgrößte) hatte 1948 nur noch 8000 Mann. Jones warb ab 1946 für die Rekrutierung weiblicher Piloten, nach dem Vorbild der WAAAF des Zweiten Weltkriegs und erreichte die Einrichtung der WRAAF im Jahr 1950. Neben der Demobilisierung zeichnete Jones für die Nachkriegsorganisation der RAAF verantwortlich. Die von ihm im Weltkrieg auf 70 Geschwader hochgerüstete RAAF wurde auf 16 verkleinert, die auf dem neuesten Stand bleiben sollten. Für die Auswahl reiste Jones 1949 nach Großbritannien und ordnete die Beschaffung von English-Electric-Canberra-Fliegern an, die später im Vietnamkrieg eingesetzt wurden. Ferner beschaffte er Lockheed P-2-Bomber sowie den Sabre und den Winjeel der heimischen CAC. Jones’ Maßnahmen sollten die RAAF bis in die 1970er Jahre prägen.
Im April 1950 stellte Australien Truppen zur Bewältigung des Guerillakriegs in Malaya. Jones formte die australischen Lufteinheiten zu einem einzigen Geschwader, das No. 90 (Composite) Wing, so dass dieses autonom von den Alliierten operieren konnte und nicht über deren Einsatzkräfte verteilt würde. Mit Zustimmung des britischen Luftverteidigungsministeriums stellte Australien auch den Oberkommandeur des Commonwealths in der Malaya-Krise. Als der Koreakrieg ausbrach, überstellte Jones das No. 77 Squadron, das zu den Besatzungstruppen der Alliierten in Japan gehörte, am 1. Juli 1950 dem Kommando der UN.
Eine seiner letzten Maßnahmen als CAS war die Einrichtung des RAAF-Museums in Point Cook.

## Außer Dienst
Unmittelbar nach der Abwahl der Labor-Regierung 1949 begann die Suche nach einem Nachfolger für Jones. Die Wahl fiel schließlich im Dezember 1951 auf den RAF-Luftmarschall Donald Hardman, der sein Amt am 22. Februar 1952 antrat. Jones ging anschließend in die Wirtschaft und war von 1952 bis 1957 Verwaltungsdirektor in der CAC und von 1952 bis in die 1970er Jahre Aufsichtsrat der Ansett Transport Industries. Parallel zu seiner Beschäftigung in der Luftfahrtindustrie bemühte sich Jones 1952 für die Liberale Partei um den Abgeordnetensitz von Flinders (bei Melbourne). 1958 wechselte er wegen seiner linken Positionen zur Labor-Partei und bewarb sich 1963 abermals erfolglos um den Sitz in Henty (bei Melbourne).
Jones äußerte ab Ende der 1950er ein erwachtes Interesse an UFOs, gab aber zu, dass er öffentlich keine Meinung dazu vertreten wolle, um nicht für verrückt gehalten zu werden.
1988 veröffentlichte Jones seine Autobiographie From Private to Air Marshal. Darin schrieb er, dass er loyal unter William Bostock gedient hätte, wäre dieser statt seiner zum CAS ernannt worden. Er habe nicht für seine Ernennung intrigiert. Mit Jones starb 1992 das letzte australische Fliegerass des Ersten Weltkriegs.

## Würdigungen
Jones wurde 1918 mit dem Distinguished Flying Cross ausgezeichnet. 1941 als Commander in den Order of the British Empire aufgenommen, wurde er 1953 zum Knight Commander des Ordens geschlagen. Er wurde zudem 1943 in den Orden vom Bade aufgenommen.